# باغبانی برای پروانه

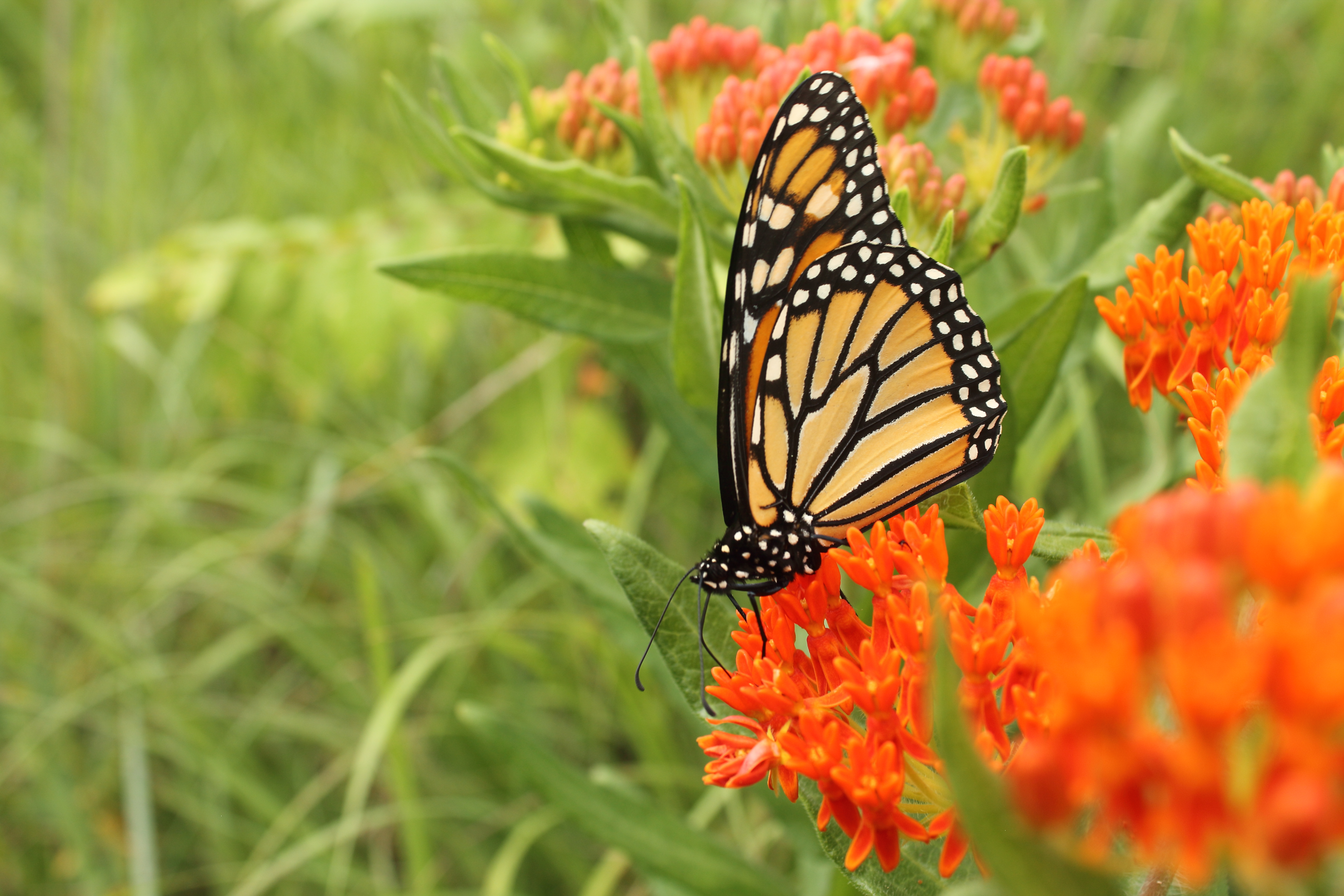
یک پروانه پادشاه (Danaus plexippus) که از علف هرز پروانه (Asclepias tuberosa) تغذیه می‌کند. جمعیت پادشاه به دلیل از دست دادن زیستگاه در ایالات متحده و جنگل‌زدایی در مناطق زمستان‌گذرانی در مکزیک کاهش زیادی یافته‌است.

باغبانی برای پروانه (به انگلیسی: Butterfly gardening) راهی برای ایجاد، بهبود و حفظ زیستگاه برای جانوران پروانه‌سان مانند پروانه‌ها، پروانه‌های غربی و شب‌پره‌ها است. پروانه‌ها دارای چهار مرحله زندگی متمایز هستند - تخم، لارو، شفیره (chrysalis) و بالغ. به منظور حمایت و حفاظت جمعیت پروانه‌ها، یک باغ پروانه ایده‌آل دارای زیستگاهی برای هر مرحله زندگی است.

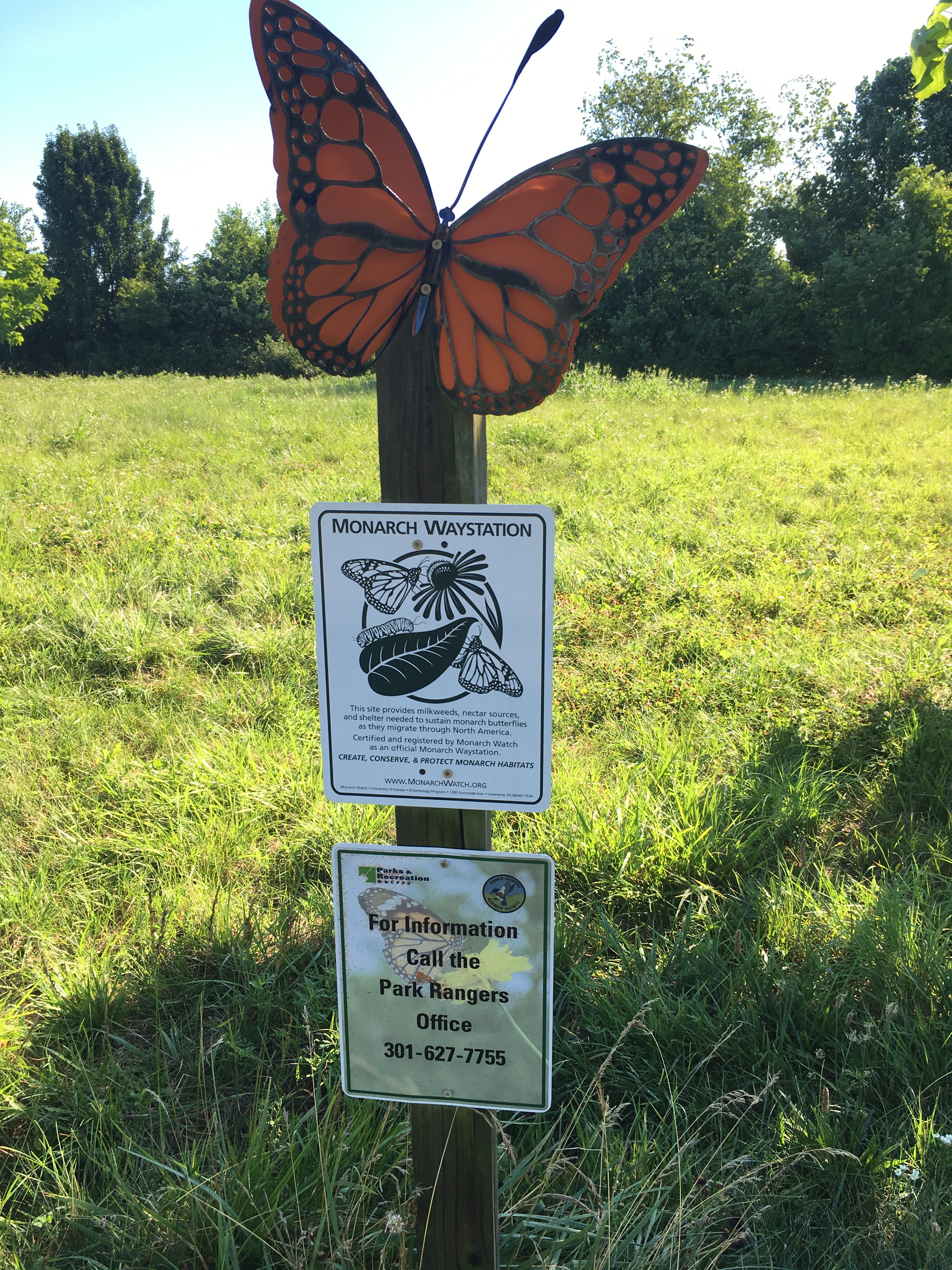
ایستگاه راهپیمایی پروانه پادشاه در نزدیکی شهر بروین هایتس در شهرستان پرنس جورج، مریلند (ژوئن ۲۰۱۷)

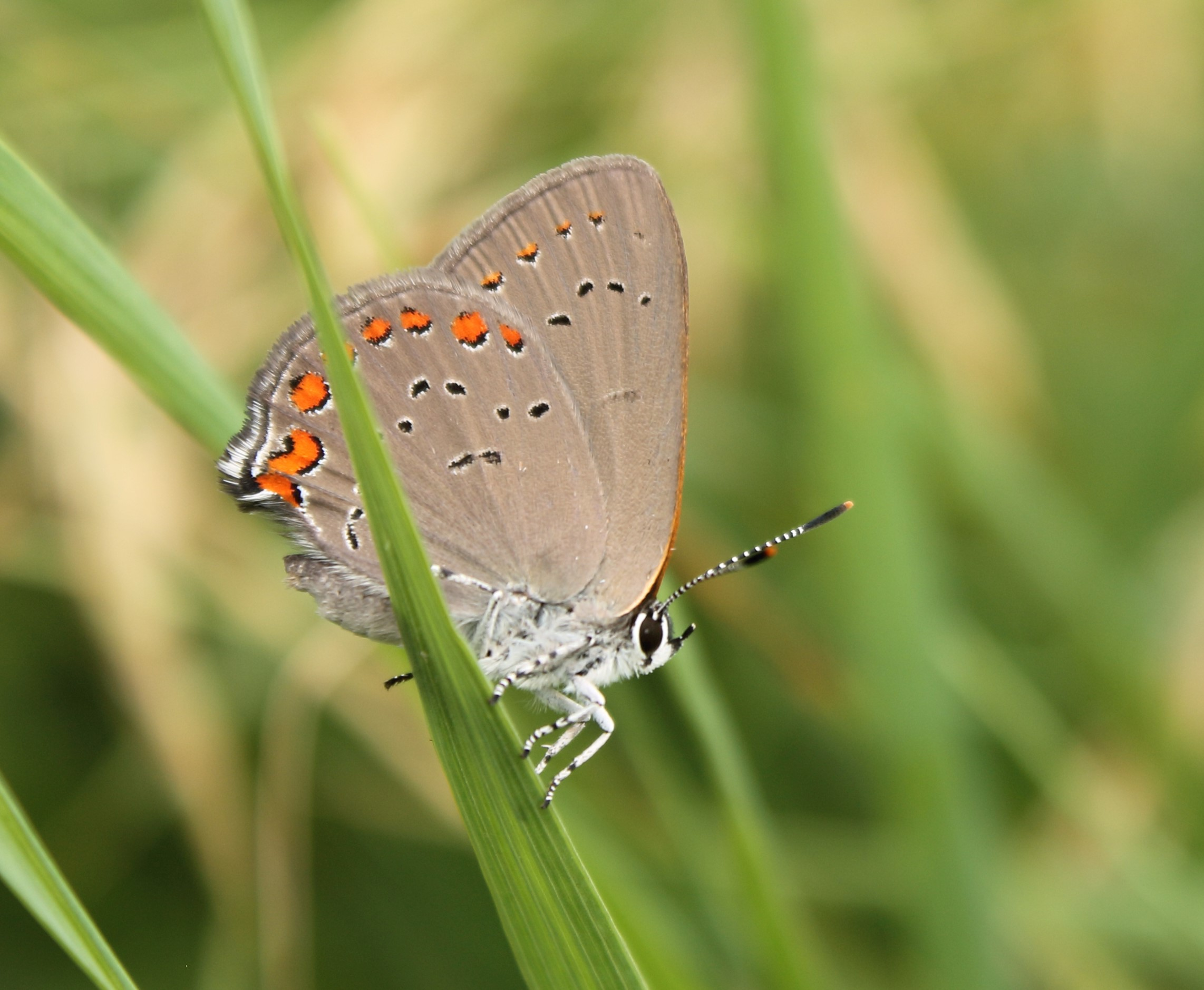
بال‌رگه مرجانی (Satyrium titus) که روی دسته‌ای از چمن قرار گرفته‌است. لاروها از گونه‌های خانواده Rosaceae، از جمله گیلاس (Prunus serotina) تغذیه می‌کنند.